# Airmyn
Airmyn est une paroisse civile et un village du Yorkshire de l'Est, en Angleterre.